# Barry Windsor-Smith
Barry Windsor-Smith (Londres, 1949) é um cartunista britânico, autor-quadrinista, e artista plástico muito conhecido nos Estados Unidos por suas revistas em quadrinhos.
Em 1968, Windsor-Smith viajou para New York e apresentou-se nos escritórios da Marvel Comics. Bem impressionado, Roy Thomas deu-lhe como trabalho uma edição de X-Men, mas sem nenhum estúdio e tendo sido expulso de seu hotel, Windsor-Smith foi forçado a fazer os desenhos sentando-se em bancos públicos. As páginas resultantes garantiram mais trabalho pra Windsor-Smith na Marvel, mesmo tendo que voltar a Inglaterra no prazo de um ano, pois não tinha nenhuma licença de trabalho. 
A chegada de Windsor-Smith à berlinda nos idos de 1970 foi como o artista de Conan, o Bárbaro de Robert E.  Howard. Com o próprio Thomas como escritor, Windsor-Smith adaptou os contos de Howard "A Filha do Gigante de Gelo", "Torre do Elefante", "Velhacos na Casa", e "Pregos Vermelhos” além de novas histórias. Em suas aventuras deu formas à guerreira de cabelo chamejante de Howard chamada de Red Sonja, embora numa encarnação em muitos aspectos diferente da concepção do autor original. Logo depois, Windsor-Smith saiu dos quadrinhos e seguiu uma carreira em Belas Artes, mas voltou várias vezes após conseguir a licença para morar nos Estados Unidos.  Windsor-Smith em 1974 lança a Gorblimey Press, através da qual ele produz edições-limitadas de trabalhos baseados em fantasias que provaram ser populares. 
Windsor-Smith retornou a Marvel em 1980 como o artista da série limitada Homem-Máquina e como o escritor e artista da história "Arma X" lançada em Marvel Comics Presents. A última era a própria concepção original de Windsor-Smith para origem de Wolverine. Durante este período ele também produziu uma história do Coisa e Tocha Humana que foi publicada em Marvel Fanfare. 

## Valiant Comics
No ano de 1990, Windsor-Smith estava no topo do sucesso. Produziu seu melhor trabalho para a empresa Valiant Comics. Dentro de dois anos ele ergueu a editora e torna-se o terceiro redator mais poderoso nos EUA.  No projeto, Windsor-Smith produziu alguns personagens dos quadrinhos mais originais desde a época de Stan Lee e Jack Kirby quando criaram o Universo Marvel. Windsor-Smith foi o desenhista principal do crossover histórico de UNITY e Valiant Comics. Depois a Valiant foi vendida para uma empresa de vídeo game gigante por aclamados $65 milhões de dólares. Após isso Windsor-Smith saiu da Valiant.

## Contador de histórias
Windor-Smith fez alguns trabalhos para linha do Ultraverso da Malibu assim como para a Dark Horse Comics. Na Dark Horse Comics, Windsor-Smith criou uma série egocêntrica, Barry Windsor-Smith: O contador de histórias,  lançando três personagens: "O Paradoxman," "Os Jovens Deuses" e "Freebooters". E uma série de ação sobre uma personagem parecida com um Conan mais envelhecido e mais amargo que agora vivia numa taverna. O livro foi cancelado depois de nove edições; Fantagraphics lançou coleções de capa dura dos Jovens Deuses e Freebooters. Paradoxman foi lançado em 2006. Em cada um destes volumes estão incluídos personagens suplementares, ensaios e arte previamente não publicada. 
A Fantagraphics também publicou de Windsor-Smith Adastra na África, um livro de capa-dura que protagoniza um personagem dos Jovens Deuses e que foi pensada como uma terceira parte de "Vida e Morte", aventura de Tempestade. A Fantagraphics também publicou Opus, uma série de livros de arte de capa-dura apresentando trabalhos de Windsor-Smith (toda a sua carreira). Estes volumes também incluem sua história autobiográfica "Crescimento de Tempo", com interpretações de detalhes de suas experiências extraordinárias com fenômenos paranormais. 
Em janeiro de 2006, BWS anunciou no web síte “Comic Book Galaxy” que ele está em negociações para publicar um romance gráfico na Marvel Comics sobre o personagem Coisa. 

## Prêmios
Barry Windsor-Smith foi reconhecido por seu trabalho com vários prêmios e nomeações. Foi nomeado para o Prêmio Shazam por Realização Superior como um Indivíduo em 1974. Ele também recebeu nomeações para o "Comics' Buyer's Guide" Prêmios de Colorista Favorito em 1997 e 1998.

## Citações
- John Buscema, por ser a primeira escolha como desenhista de Conan na Marvel: "Eu pedi para Roy Thomas um projeto para Conan. Ele me mandou um par de roteiros dos quais eu li e adorei. Eu disse a Roy, 'Isto é o que eu queria, algo que eu por meus dentes nele....' Neste tempo, a Marvel era de Martin Goodman, e ele pressentiu que a jogada era  alta para um projeto em quadrinhos. Ele não era um super-herói ou algo que já tinha sido feito antes. A coisa mais perto foi Tarzan. De qualquer forma, ele não tinha muito dinheiro para o projeto, e foi ai que Barry Smith chegou — [ele foi] bem baratinho. Eu sei quanto ele pagou, e fico extremamente embaraçado de dizer este valor, eu fico embaraçado pela Marvel."

- "Levará um longo tempo, para se processar a mudança, e o mundo inteiro, o paradigma que a nossa consciência é apenas aquilo que se percebe, reconhece, e aceita ou seja o que vemos, ouvimos, cheiramos, tocamos e saborearmos são apenas uma fração minúsculas em uma duna pequena de uma cabeça de praia de tudo que existe. "  - BWS

- "Barry não é fácil. Ele dá a você todos os pedaços e eles formam um quadro geral. Não há nada oculto aqui. Nenhum truque. Nenhuma piada da industria dos quadrinhos. Não há nomes de sócios e proprietários espalhados pelas paredes. Nenhuma TV mostrando nada ou qualquer referência a cultura pop. Apenas histórias e caracterizações em desenho de um jeito infernal de bom."  - Larry Hama

- Pergunte a minha história predileta de Tempestade. Chris Claremont responde "Vida e morte 1 e 2" ambas com a colaboração de Barry Windsor-Smith."